# Kanton Zaruma
Der Kanton Zaruma befindet sich in der Provinz El Oro im Süden von Ecuador. Er besitzt eine Fläche von 648,7 km². Im Jahr 2020 lag die Einwohnerzahl schätzungsweise bei 25.650. Verwaltungssitz des Kantons ist die Kleinstadt Zaruma mit 9677 Einwohnern (Stand 2010). Der Kanton Zaruma wurde im Jahr 1824 als Teil der großkolumbianischen Provinz Loja gegründet.

## Lage
Der Kanton Zaruma befindet sich an der Westflanke der Anden im Osten der Provinz El Oro. Der Kanton befindet sich im oberen Einzugsgebiet des Río Puyango. Die Fernstraße E585 führt von Portovelo über Zaruma zum Küstenhinterland südlich der Stadt Pasaje.
Der Kanton Zaruma grenzt im Osten an die Provinz Loja, im Süden an den Kanton Portovelo, im Westen an die Kantone Piñas, Atahualpa, Chilla und Pasaje sowie im #ußersten Norden an die Provinz Azuay.

## Verwaltungsgliederung
Der Kanton Zaruma ist in die Parroquia urbana („städtisches Kirchspiel“)
- Zaruma

und in die Parroquias rurales („ländliches Kirchspiel“)
- Abañín
- Arcapamba
- Guanazán
- Güizhagüiña
- Huertas
- Malvas
- Muluncay
- Salvias
- Sinsao

gegliedert.